# Jason (grand-prêtre)
 (mars 2019).
Si vous disposez d'ouvrages ou d'articles de référence ou si vous connaissez des sites web de qualité traitant du thème abordé ici, merci de compléter l'article en donnant les références utiles à sa vérifiabilité et en les liant à la section « Notes et références ».
Pour les articles homonymes, voir Jason (homonymie).
Jason est un grand-prêtre d'Israël.
En 175 av. J.-C., il destitue son frère, Onias III, de la fonction de grand-prêtre d'Israël, puis le remplace.
Il se fait appeler « Jason » pour manifester son goût pour l'hellénisme.

## Biographie
Au moment de l'accession au trône d'Antiochus IV Épiphane, Jason lui propose, contre une somme d'argent prélevée sur le trésor du Temple, de supplanter son frère Onias III et de devenir grand-prêtre à son tour. Il a trois ans de pontificat, et mène une politique d'hellénisation. Il aménage gymnase et éphébéion, favorise les cultes hellènes.

### Pontificat
Sous son pontificat, les prêtres du Temple désertaient le culte, férus de nouveautés. En 172, il est lui-même supplanté par Ménélas (qui est non-sadocite, tandis que Jason, étant de la lignée d'Aaron, était encore un prêtre légitime aux yeux de la Loi) qui propose une somme plus importante à Antiochus IV. Jason doit fuir en Ammanitide et reviendra en 168 pour marcher sur Jérusalem.
Il dépose Ménélas et redevient grand-prêtre, mais Antiochus IV Epiphane intervient et replace Ménélas dans la grande prêtrise.

### Décès
Jason retournera en Ammanitide, puis en Égypte et à Sparte, où il mourra.